# Justin Timberlake
 For alternative betydninger, se Justin. (Se også artikler, som begynder med Justin)
Justin Randall Timberlake (født 31. januar 1981 i Memphis, Tennessee, USA) er en amerikansk sanger, sangskriver, musikproducer og skuespiller, der blev kendt som medlem af boybandet N*SYNC. Timberlake har vundet fire amerikanske grammyer.
I 2002 udgav Timberlake sit første soloalbum, Justified, der blev godt modtaget af både kritikere og musikkøbere. Albummet har solgt mere en syv millioner eksemplarer på verdensplan.
Timberlakes andet album FutureSex/LoveSounds udkom i 2006 og gik nummer et i USA og affødte nummer et-singlerne "SexyBack", "My Love", og "What Goes Around...Comes Around". Timberlakes to albums er blevet solgt i mere end 13 millioner eksemplarer på verdensplan.
Justin udgav i 2013 albummet "The 20/20 Experience". Albummet indeholder singlen Suit & Tie, som Justin optrådte med til Det 55. Grammy Awards.
Der kom meget fokus på Justin Timberlakes privatliv, da han og sangerinden Britney Spears blev kærester, og bruddet efter 5 år blev ikke dækket mindre tæt. Fra 2004 – 2006 datede Justin Timberlake Cameron Diaz. I 2007 begyndte Justin Timberlake at date skuespillerinden Jessica Biel. De blev gift i 2012 og har to sønner: Silas Randall Timberlake (født i 2015) og Phineas Timberlake (født i 2020).
I februar 2004 under pauseshowet i Super Bowl optrådte Timberlake sammen med Janet Jackson. Under denne liveoptræden, der blev set af mere end 100 millioner mennesker, rev han et stykke af Jacksons tøj og blottede hendes bryst. Dette stunt blev senere bortforklaret som en fejl ved tøjet, en såkaldt "wardrobe malfunction".
Justin Timberlake var vært på MTV Europe Music Awards 2006 i Bella Center, København og optrådte den 23. juni 2007 ved en koncert i Parken foran 55.000 mennesker.
I januar 2017 udkom filmen The Book of Love, hvor Justin havde komponeret al musik til filmen. Hans kone Jessica Biel, spiller selv med i filmen.
Den 2. februar 2018 udkom Justin Timberlakes femte studiealbum Man of the Woods, som indeholder de tre singler: "Filthy", "Supplies" og "Say Something" med Chris Stapleton.
Den 4. og 5. august 2018 besøgte Justin Timberlake, Danmark for tredje gang med sin aktuelle "The Man of The Woods Tour" i Royal Arena.

## Diskografi

### Studiealbum
| Udgivelsesår | Titel                                                       |
| ------------ | ----------------------------------------------------------- |
| 2002         | - Justified                                                 |
| 2006         | - FutureSex/LoveSounds                                      |
| 2013         | - The 20/20 Experience 1 of 2 - The 20/20 Experience 2 of 2 |
| 2018         | - Man of The Woods                                          |
| 2024         | - Everything I Thought It Was                               |

### Deluxe udgaver
| Udgivelsesår | Titel                                            |
| ------------ | ------------------------------------------------ |
| 2006         | - "FutureSex/LoveSounds (Deluxe Edition)"        |
| 2013         | - "The 20/20 Experience 1 of 2 (Deluxe Edition)" |
| 2013         | - "The 20/20 Experience 2 of 2 (Deluxe Edition)" |

### Opsamlinger
| Udgivelsesår | Titel                                              |
| ------------ | -------------------------------------------------- |
| 2013         | - "The 20/20 Experience - The Complete Experience" |

### Mixtapes
| Udgivelsesår | Titel                                 |
| ------------ | ------------------------------------- |
| 2010         | - "12" Masters – The Essential Mixes" |

### Soundtracks
| Udgivelsesår | Titel                                                   |
| ------------ | ------------------------------------------------------- |
| 2016         | - Trolls - (Original Motion Picture Soundtrack)         |
| 2017         | - The Book of Love (Original Motion Picture Soundtrack) |

### Singler
| Singler | |
| ------- | --- |
| 2002    | - "Like I Love You" (feat. Clipse) - "Cry Me a River" (feat. Timbaland)                                       |
| 2003    | - "Rock Your Body" - "Señorita" (feat. Pharrell Williams) - "I'm Lovin' It" (McDonalds marketingssang i 2003) |
| 2006    | - "SexyBack" (feat. Timbaland) - "My Love" (feat. T.I.)                                                       |
| 2007    | - "What Goes Around... Comes around - "Lovestoned - "Until The End Of Time" (ft. Beyonce) - “Summer Love      |
| 2013    | - "Suit & Tie" (feat. Jay-Z) - "Mirrors" - "Tunnel Vision" - "Take Back the Night" - "TKO"                    |
| 2014    | - "Not a Bad Thing"                                                                                           |
| 2015    | - "Drink You Away"                                                                                            |
| 2016    | - "Can't Stop The Feeling" (fra filmen "Trolls") - "True Colors" (Feat. Anna Kendrick, fra filmen "Trolls")   |
| 2018    | - "Filthy" - "Supplies" - "Say Something" (ft. Chris Stapleton) - “SoulMate”                                  |
| 2020    | - "The Other Side" (ft. SZA)                                                                                  |

### Gæsteoptræden
| Udgivelsesår | Titel                     | Kunster                       |
| ------------ | ------------------------- | ----------------------------- |
| 2001         | "What it's like to be me" | Britney Spears                |
| 2003         | "Work It"                 | Nelly                         |
| 2003         | "Where is the Love?"      | The Black Eyed Peas           |
| 2003         | "Work It (Reinvention)"   | Nelly                         |
| 2005         | "Signs"                   | Snoop Dogg & Charlie Wilson   |
| 2006         | "Dick in a Box"           | The Lonely Island             |
| 2007         | "Give It to Me"           | Timbaland & Nelly Furtado     |
| 2007         | "Ayo Technology"          | 50 Cent                       |
| 2008         | "4 Minutes"               | Madonna                       |
| 2009         | "Dead and Gone"           | T.I.                          |
| 2009         | "Love Sex and Magic"      | Ciara                         |
| 2009         | "Carry Out"               | Timbaland                     |
| 2010         | "Winner"                  | Jamie Foxx                    |
| 2010         | "Love Dealer"             | Esmée Denters                 |
| 2011         | "Motherlover"             | The Lonely Island             |
| 2011         | "3-Way"                   | The Lonely Island & Lady Gaga |
| 2011         | "Role Model"              | FreeSol                       |
| 2011         | "Fascinated"              | FreeSol & Timbaland           |
| 2013         | "Holy Grail"              | Jay Z                         |
| 2014         | "Love Never Felt So Good" | Michael Jackson               |
| 2016         | "#WHERESTHELOVE"          | The Black Eyed Peas           |
| 2020         | "Believe"                 | Meek Mill                     |

### Turné
- The Justified World Tour (2003-2004)
- FutureSex/LoveShow (2007)
- The 20/20 Experience World Tour (2013-2015)
- The Man of The Woods Tour (2018-2019)

## Skuespil

### Filmroller
| Udgivelsesår | Titel                                             | Rolle                       | Bemærkninger                                       |
| ------------ | ------------------------------------------------- | --------------------------- | -------------------------------------------------- |
| 2000         | Longshot                                          | Valet                       |                                                    |
| 2000         | Model Behavior                                    | Jason Sharpe                |                                                    |
| 2005         | Edison                                            | Pollack                     |                                                    |
| 2005         | Edison Force                                      | Joshua Pollack              |                                                    |
| 2006         | Alpha Dog                                         | Frankie "Nuts" Ballenbacher |                                                    |
| 2007         | Black Snake Moan                                  | Ronnie                      |                                                    |
| 2007         | Shrek the Third                                   | Arthur (Stemme)             |                                                    |
| 2007         | Southland Tales                                   | Private Pilot Abilene       |                                                    |
| 2007         | Justin Timberlake - Live at Madison Square Garden |                             | Optaget Justin Timberlake koncert i New York 2007. |
| 2008         | The Love Guru                                     | Jacques Grande              |                                                    |
| 2009         | Open Road                                         | Carlton                     |                                                    |
| 2010         | The Social Network                                | Sean Parker                 |                                                    |
| 2010         | Yogi Bear                                         | Boo Boo (Stemme)            |                                                    |
| 2011         | Bad Teacher                                       | Scott Delacorte             |                                                    |
| 2011         | Friends with Benefits                             | Dylan                       |                                                    |
| 2011         | In Time                                           | Will Salas                  |                                                    |
| 2012         | Trouble with the Curve                            | Johnny                      |                                                    |
| 2013         | Runner Runner                                     | Richie Furst                |                                                    |
| 2013         | Inside Llewyn Davis                               | Jim                         |                                                    |
| 2016         | Trolls                                            | Branch (Stemme)             |                                                    |
| 2016         | Justin Timberlake + the Tennessee Kids            |                             | Optaget Justin Timerlake koncert af Netflix.       |
| 2017         | Wonder Wheel                                      | Mickey                      |                                                    |
| 2020         | Trolls World Tour                                 | Branch (Stemme)             | Post-production.                                   |
| 2020         | Palmer                                            | Ukendt                      | Ukendt                                             |